# Nadeschda Gernet
Nadeschda Gernet, também Nadezhda (em russo:  Надежда Николаевна Гернет; 18 de abril de 1877 – 1 de janeiro de 1943), foi uma matemática russa. Foi a segunda mulher da Rússia a obter um doutorado. Estendeu o cálculo variacional para outras funções sobre a base desenvolvida por seu orientador, David Hilbert, e foi uma das primeiras a incluir desigualdades no cálculo variacional.

## Formação e carreira
Gernet nasceu na cidade do Império Russo de Simbirsk, atual Ulianovsk. Filha do Conselheiro de Estado Nikolai v. Gernet e sua mulher Nadezhda.
Na primavera de 1894, Gernet se formou no colégio em Simbirsk com uma medalha de ouro. Naquele outono começou sua educação superior nos Cursos Bestúzhev (Universidade Feminina de São Petersburgo), onde teve aulas de ciências e matemática. Foi a primeira a se formar na Universidade Feminina de São Petersburgo. Os interesses acadêmicos de Gernet incluíam, mas não se limitavam a, matemática, astronomia e física.

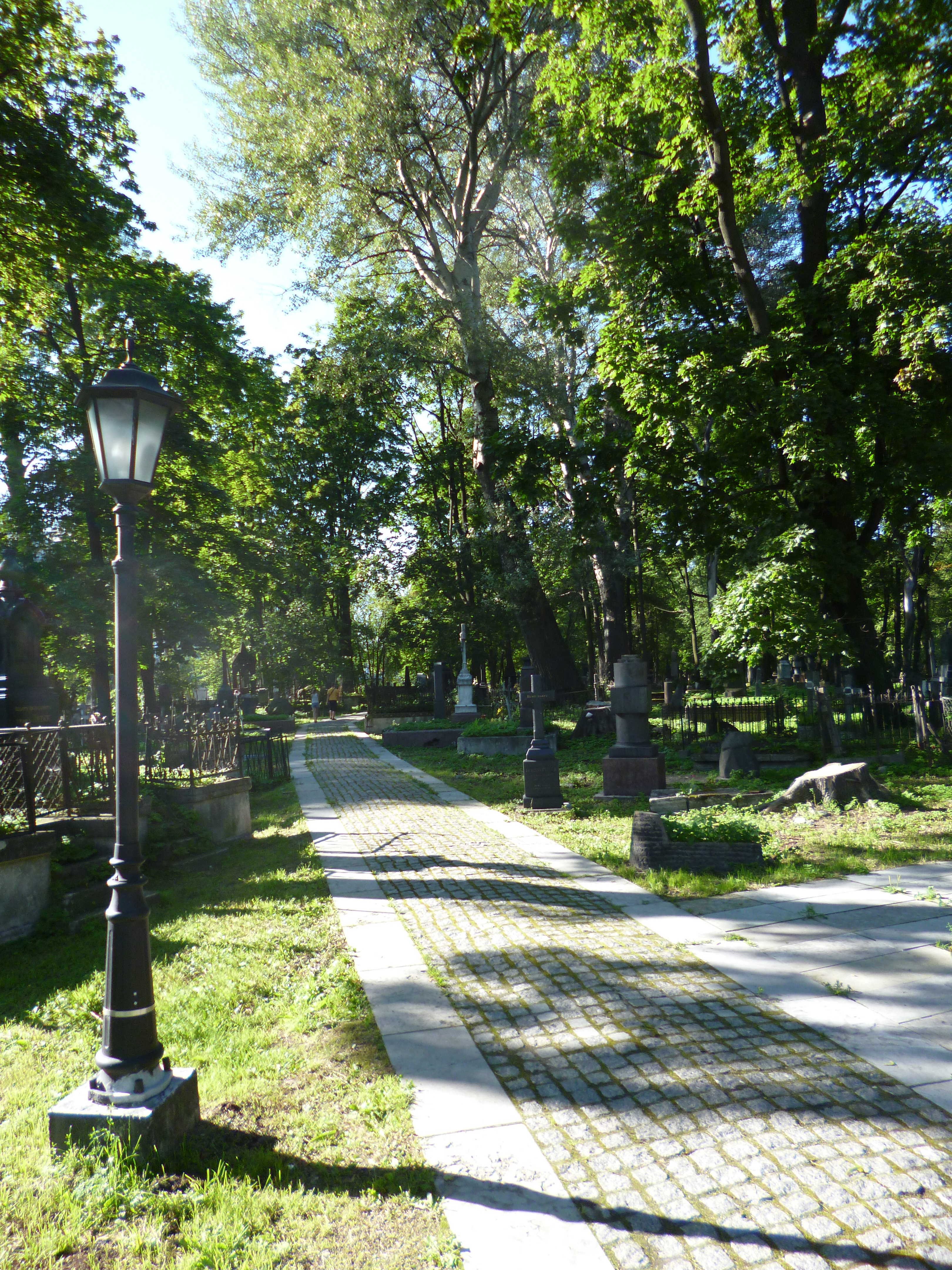
Cemitério Luterano de Smolensky

Em 1902 Gernet obteve um doutorado com sua tese Untersuchung zur Variationsrechnung (Sobre um novo método no cálculo variacional), escrita na Universidade de Göttingen, Alemanha. Foi a segunda candidata a doutorado a estudar sob a orientação de David Hilbert, sendo Anne Lucy Bosworth Focke a primeira. Em sua tese, Gernet estendeu o cálculo variacional e generalizou o teorema da independência de Hilbert para o caso de duas funções desconhecidas. Depois de defender sua tese, Gernet se tornou a segunda mulher na Rússia a ter um doutorado, e o International Catalogue of Scientific Literature: First Volume indexou a tese de Gernet no mesmo ano.
Como seu doutorado alemão não foi reconhecido na Rússia, em 1915 Gernet apresentou sua tese Sobre os Problemas Fundamentais Mais Simples do Cálculo Variacional à Universidade Estatal de Moscou, a fim de obter um mestrado russo que também lhe permitiria assumir um cargo universitário. Gernet incluiu um resumo das realizações anteriores no campo do cálculo das variações e foi a primeira a tentar incluir desigualdades no cálculo variacional.
Depois de defender sua tese de mestrado e obter seu diploma com excelentes resultados na Universidade de Moscou, Gernet começou sua carreira de professora na Universidade Estatal de São Petersburgo, onde lecionou até 1929. Seu currículo se concentrava na educação de alunas nos Cursos Superiores para Mulheres. Logo depois, começou a lecionar no Instituto Politécnico de Leningrado. Gernet morreu em 1 de janeiro de 1943 em São Petersburgo durante os bloqueios do Cerco a Leningrado e foi enterrada no Cemitério Luterano de Smolensky.
As publicações de Gernet levantaram novas discussões e seu trabalho encorajou um maior desenvolvimento no cálculo variacional.

## Publicações
- On One New Method in the Variation of Calculus[5]
- On the Fundamental Simplest Problems of Variation Calculus[4]